# 細川満国
細川 満国（ほそかわ みつくに）は、室町時代前期の武士。備中国浅口郡、伊予国宇摩郡分郡守護。細川野州家初代当主。

## 略歴
細川京兆家7代当主で室町幕府管領・細川頼元の子として誕生。兄・満元と同様、3代将軍・足利義満より偏諱を受けて満国と名乗る。
備中浅口郡・伊予宇摩郡のほか、摂津国や丹波国にも領地を持っていた。特に備中には勢力を扶植し、応永14年（1407年）に鴨山城を築城し基盤を築いた。しかし、それ以外の所領では国人との関係がうまくいかなかったらしく、子の持春の代になるとさらに悪化することになる。

## 系譜
- 父：細川頼元（1343-1397）
- 母：赤松則祐娘
- 室：不詳
  - 男子：細川持春（1400-1466）

## 野州家系図
細川氏の項にある系図は非常に巨大で、諸家入り混じり、養子関係などの複雑さから把握しにくいところがある。
そこで参考までに野州家の系図を別途作成した。また理解の助けとする為に京兆家・典厩家の系図も添えている。野州家の当主となった人物は太字で表記し、他家へ養子入りした（家督となったも含む）、あるいは他家から入った人物は名前の下に斜体で記している。
斜体の下に書かれた ( ) は入った先である。また〈 〉は特記事項となる。基本的に年齢が高い程に左に寄せているが、満元・満国のように一部該当しないかもしれないところもある。
```
　　　
頼元

　　 　┃　　　　　　　　　　　　　　　　　　　　　　　　　　　
【京兆家】

 　　　┣━━━━━━━━━━━━━━━━━━━┓ 
　　　'
満国'
　　　　　　　　　　　　　　　　　　　　　　　　　　　
満元

 〈野州家初代〉　　　　　　　　　　　　　 　 　　　　　　　　┃
　　 　┃　　　　　　　　　　　　　　　　　　　　　　　　　　　　┣━━┳━━━━━━━━┓
　　　
持春
　　　　　　　　　　　　　　　　　　　　　　　　　　　
持元
　
持之
　　　　　　　　　　
持賢

　　 　┃　　　　　　　　　　　　　　　　　　　　　　　　　　　　　　　　　┃　　　　　　　　〈典厩家初代〉
　　 　┣━━┳━━┓　　　　　　　　　　　　　　　　　　　　　　　　┣━━┓　　　　　　　┣━━┓
　　　
教春
　
政国
　　
賢春
　　　　　　　　　　　　　　　　　　　　　　　
勝元
　
成賢
　　　　　　
成賢
　
政国
　
　　 　┃ (典厩家)　　　　　　　　　　　　　 　　　　　　　　　　　　┃　(典厩家)　　　　　　　　　┃ 
　　 　┣━━┳━━━━━━━━━┓　　　　　　　　　　　　 　┣━━┓　　　　　　　　　　　 ┃
　　　
勝之
　　
政春
　　　　　　　　　　　
春倶
　　　　　　　　　　　　　
勝之
　
政元
　　　　　　　　　　　
政賢

　　(京兆家) ┃　　　　　　　　　(細川賢春)　　　　　　  　　　　　　　　┃　　　　　　　　　　　　┃
　　 　　　　　　┣━━┳━━┓　　　　┣━━┓　　　  　　　　　┏━━╋━━┓　　　　　　　┣━━┓
　　 　　　　 
高国
　
晴国
　
通政
　　　　
尹賢
　
高基
　　　　　　　　
高国
　
澄之
　
澄元
　　　　　　　
澄賢
　
尹賢

  　　　　(京兆家) ┃〈のち輝政〉(典厩家)　　　　　　　 　　　┃　　　　　　　┃　　　　　　　　┃　　　┃
　  　　　　　　　　　 　┃　　┃　　　　　　　　　　　　　　　　　　　  ┣━━┓　　┃　　　　　　　　┃　　　┣━━┓
 　 　　　　 　　　　 
通薫
　
通薫
　　　　　　　　　　  　　　　　　　　
稙国
　
氏綱
　
晴元
　　　　　　
晴賢
　
氏綱
　
藤賢

 　　　　　　　　(細川通政)　┃　　　　　　　　　　　　  　　　　　　　　　　　　　　　┃　　　　　　　　　(細川高国)
　  　　　　 　　　　　　　　　　┃　　　　　　　　　　　　  　　　　　　　　　　　　　　　┃
 　 　　　　 　　　　　　　　 
元通
　　　　　　　　 　　 　　　　　　　　　　　　　　　
昭元（信良）

　  　　　　　　　 　　　　〈浅口に改姓〉

　注:京兆家
政元
の養子である
澄之
は
五摂家
の
九条政基
の子。
澄元
は
細川阿波守護家
の
義春
の子。

　
主要参考文献

　古野貢「庶流守護による分国支配構造」『中世後期細川氏の権力構造』（吉川弘文館、2008年）
```